# 第12回全国高等学校バスケットボール選抜優勝大会
第12回全国高等学校バスケットボール選抜優勝大会（だい12かい ぜんこくこうとうがっこうバスケットボールせんばつゆうしょうたいかい）は、1982年3月24日から28日まで代々木体育館別館で開催された全国高等学校バスケットボール選抜優勝大会。

## 出場校
| ブロック | 都道府県 | 男子               | 男子           | 都道府県 | 女子                 | 女子           |
| ブロック | 都道府県 | 出場校             | 出場回数       | 都道府県 | 出場校               | 出場回数       |
| -------- | -------- | ------------------ | -------------- | -------- | -------------------- | -------------- |
| 北海道   | 北海道   | 東海大学第四       | 7年連続8回目   | 北海道   | 札幌静修             | 3年連続6回目   |
| 東北1    | 山形県   | 日本大学山形       | 3年連続7回目   | 秋田県   | 大曲                 | 2年ぶり10回目  |
| 東北2    | 青森県   | 弘前実業           | 4年連続5回目   | 秋田県   | 秋田経済大学附属     | 3年連続3回目   |
| 関東1    | 神奈川県 | 相模工業大学附属   | 8年連続10回目  | 千葉県   | 昭和学院             | 4年連続8回目   |
| 関東2    | 千葉県   | 東海大学付属浦安   | 3年連続3回目   | 栃木県   | 宇都宮女子商業       | 3年連続7回目   |
| 関東3    | 茨城県   | 土浦日本大学       | 8年連続10回目  | 埼玉県   | 川越商業             | 初出場         |
| 関東3    | 栃木県   | 宇都宮学園         | 初出場         | 神奈川県 | 百合丘               | 2年ぶり3回目   |
| 東京都1  | 東京都   | 京北               | 12年連続12回目 | 東京都   | 明星学園             | 2年連続4回目   |
| 東京都2  | 東京都   | 専修大学附属       | 初出場         | 東京都   | 東亜学園             | 2年ぶり3回目   |
| 北陸     | 福井県   | 北陸               | 3年連続4回目   | 福井県   | 足羽                 | 初出場         |
| 信越     | 新潟県   | 新潟工業           | 初出場         | 新潟県   | 直江津               | 初出場         |
| 東海1    | 静岡県   | 興誠               | 2年連続2回目   | 愛知県   | 市邨学園             | 5年連続7回目   |
| 東海2    | 愛知県   | 名古屋電気         | 7年連続7回目   | 静岡県   | 市立沼津             | 初出場         |
| 東海3    | 岐阜県   | 岐阜農林           | 2年ぶり8回目   | 愛知県   | 星城                 | 2年連続4回目   |
| 近畿1    | 大阪府   | 大阪商業大学附属堺 | 2年連続2回目   | 滋賀県   | 守山                 | 2年ぶり6回目   |
| 近畿2    | 奈良県   | 橿原               | 初出場         | 大阪府   | 樟蔭東               | 9年連続9回目   |
| 近畿3    | 京都府   | 洛南               | 8年連続8回目   | 兵庫県   | 夙川学院             | 3年連続9回目   |
| 中国1    | 島根県   | 松江工業           | 2年連続6回目   | 広島県   | 市立広島商業         | 2年連続2回目   |
| 中国2    | 広島県   | 広島商業           | 7年ぶり4回目   | 岡山県   | 就実                 | 2年連続4回目   |
| 四国     | 香川県   | 高松商業           | 4年ぶり5回目   | 香川県   | 三本松               | 9年ぶり3回目   |
| 九州1    | 福岡県   | 福岡大学附属大濠   | 9年連続9回目   | 福岡県   | 中村学園女子         | 3年連続3回目   |
| 九州2    | 長崎県   | 長崎南山           | 初出場         | 鹿児島県 | 鹿児島女子           | 3年連続9回目   |
| 九州3    | 沖縄県   | 興南               | 3年ぶり2回目   | 大分県   | 日田商業             | 初出場         |
| 推薦     | 秋田県   | 能代工業           | 12年連続12回目 | 東京都   | 東京成徳短期大学附属 | 11年連続11回目 |

## 試合結果

### 男子
1回戦
- 宇都宮学園 68 - 63 高松商業
- 東海大学第四 88 - 77 新潟工業
- 橿原 90 - 68 長崎南山
- 名古屋電気 82 - 60 松江工業

- 北陸 75 - 72 土浦日本大学
- 岐阜農林 74 - 72 洛南
- 大阪商業大学附属堺 102 - 90 興南
- 東海大学付属浦安 81 - 57 広島商業

2回戦
- 能代工業 83 - 75 東海大学付属浦安
- 相模工業大学附属 79 - 67 岐阜農林
- 京北 76 - 64 北陸
- 専修大学附属 77 - 70 大阪商業大学附属堺

- 福岡大学附属大濠 102 - 63 東海大学第四
- 名古屋電気 77 - 64 弘前実業
- 興誠 82 - 47 宇都宮学園
- 日本大学山形 70 - 51 橿原

準々決勝
- 相模工業大学附属 89 - 80 福岡大学附属大濠
- 能代工業 91 - 70 専修大学附属
- 名古屋電気 73 - 62 京北
- 日本大学山形 64 - 60 興誠（OT）

準決勝
- 日本大学山形 77 - 59 名古屋電気
- 能代工業 79 - 74 相模工業大学附属

3位決定戦
- 相模工業大学附属 65 - 62 名古屋電気

決勝
- 日本大学山形 79 - 69 能代工業

### 女子
1回戦
- 就実 82 - 51 川越商業
- 星城 63 - 60 鹿児島女子
- 市立沼津 65 - 49 日田商業
- 百合丘 70 - 52 札幌静修

- 夙川学院 75 - 58 宇都宮女子商業
- 東亜学園 59 - 38 市立広島商業
- 直江津 73 - 50 三本松
- 秋田経済大学附属 80 - 39 足羽

2回戦
- 市立沼津 63 - 62 東京成徳短期大学附属
- 夙川学院 78 - 64 大曲
- 樟蔭東 46 - 43 直江津
- 市邨学園 73 - 44 就実

- 星城 55 - 53 守山
- 明星学園 63 - 49 百合丘
- 中村学園女子 62 - 60 東亜学園
- 昭和学院 79 - 33 秋田経済大学附属

準々決勝
- 夙川学院 66 - 56 市立沼津
- 明星学園 68 - 45 星城
- 市邨学園 85 - 52 樟蔭東
- 昭和学院 96 - 54 中村学園女子

準決勝
- 市邨学園 80 - 58 夙川学院
- 昭和学院 51 - 42 明星学園

3位決定戦
- 夙川学院 66 - 53 明星学園

決勝
- 昭和学院 67 - 63 市邨学園

## 大会ベスト5
男子
- 植松哲也 (日本大学山形№・年)
- 後藤仁 (日本大学山形№・年)
- 進藤実 (能代工業№・2年)
- 木村和宏 (能代工業№・2年)
- 大原則之 (相模工業大学附属№・年)

女子
- 松浦淳子 (昭和学院№・年)
- 林昭子 (昭和学院№・年)
- 野倉陽子 (市邨学園№・年)
- 永田明子 (市邨学園№・年)
- 山城定子 (夙川学院№・年)